# Герцог Авейру
Герцог де Авейру (порт. Duque de Aveiro) — португальский аристократический титул. Создан в 1535 году королём Жуаном III для его двоюродного племянника Жуана де Ленкаштре (1501—1571).

## Фамилия
Герцоги Авейру носили фамилию «Ленкаштре» (порт. Lencastre от англ. Lancaster) из-за того, что король Португалии Жуан I (1357—1433), основатель Ависской династии, был женат на Филиппе Ланкастерской (1359—1415), старшей дочери Джона Гонта, 1-го герцога Ланкастера (1340—1399), и основателя дома Ланкастеров.
Жуан был старшим сыном Жорже, герцога Коимбры (1481—1550), внебрачного сына португальского короля Жуана II (1455—1495). Жуан де Ленкаштре уже носил титул маркиза Торреш Новаш, когда король предоставил ему новый титул герцога Авейру. Позднее его потомки поддержали претензии короля Испании Филиппа II на португальский престол во время кризиса престолонаследия в Португалии в 1580 году. Таким образом герцоги Авейру стали вторым аристократическим домом в Португалии после герцогов Браганса.
Раймунду де Ленкаштре, 4-й герцог Авейру (1620—1666), поддерживал традиционную политику своего дома в отношении Габсбургской монархии даже после революции в Португалии в 1640 году. В ответ новый король Португалии Жуан IV из династии Браганса конфисковал имущество Раймунду де Ленкаштре. В 1668 году новым (5-м) герцогом де Авейру стал его дядя, Педру де Ленкаштре (1608—1673), архиепископ Эворы (1648—1654) и Браги (1654—1670). Он скончался в 1673 году бездетным.
Герцогский титул унаследовала его племянница, Мария де Гуадалупе де Ленкаштре, 6-я герцогиня Авейру (1630—1715), которая была замужем за испанским аристократом, Мануэлем Понсе де Леоном, герцогом де Аркос. Она была дочерью Жорже де Ленкаштре, 1-го герцога Торреш-Новаш (1594—1632), и сестрой Раймонду де Ленкаштре, 4-го герцога Авейру. Мария вернулась в Португалию вместе с младшим сыном, в то время как её муж и старший сын остались в Испании. Она вернула себе контроль над своим домом и поместьям, признав династию Браганса.
В связи с участием 8-го герцога Авейру в деле Тавора (заговор против короля) в 1758 году, все владения герцогов Авейру были конфискованы, их герб был ликвидирован, дома разрушены, а земля посыпана солью. 13 января 1759 года герцог Авейру вместе с своими сыновьями и зятем был казнен. С 1759 года герцогский титул прекратил своё существование. Тем не менее, в 1939 году Дуарте Нуну, 23-й герцог Браганса (1907—1976), пожаловал титул герцога Авейру Каэтану Энрикешу Перейре Фариа Салданье де Ленкаштре, графу Алкасовашу, который им не пользовался. В настоящее время дальние родственники Жозе де Машкареньяша да Силвы-и-Ленкаштре проживают в городах Авейру (семья Рамуш-Саррику) и Алкасоваше.

## Список герцогов Авейру
- 1535—1571: Жуан де Ленкаштре, 1-й герцог Авейру[англ.] (1501—1571), сын инфанта Жорже, герцога Коимбры, и внук короля Португалии Жуана II
- 1571—1578: Жорже де Ленкаштре, 2-й герцог Авейру[англ.] (1548—1578, сын предыдущего. Погиб в битве при Эль-Ксар-эль-Кебире
- 1598—1626: Алвару де Ленкаштре, 3-й герцог Авейру (1540—1626), второй сын Афонсу де Ленкаштре, второго сына инфанта Жорже, герцога Коимбры. С 1598 года женат на своей кузине Жулиане де Ленкаштре (1560—1636), единственной дочери Жорже де Ленкаштре, 2-го герцога Авейру.
- 1626—1666: Раймунду де Ленкаштре, 4-й герцог Авейру (1620—1666), старший сын Жорже де Ленкаштре, 1-го герцога Торреш-Новаш (1594—1632), внук А́лвару де Ленкаштре и Жулианы де Ленкаштре
- 1666—1673: Педру де Ленкаштре, 5-й герцог Авейру (1608—1673), младший сын А́лвару де Ленкаштре, 3-го герцога Авейру, и Жулианы Ленкаштре. Епископ Гуарды (1643—1648), архиепископ Эворы (1648—1654) и Браги (1654—1670). Умер бездетным.
- 1673—1715: Мария де Гуадалупе де Ленкаштре, 6-я герцогиня Авейру (1630—1715), дочь Жорже де Ленкаштре, 1-го герцога де Торреш Новаш, и сестра Раймунду де Ленкаштре, 4-го герцога Авейру. Замужем за испанским аристократом Мануэлем Понсе де Леоном, герцогов Аркос.
- 1715—1745: Габриэл де Ленкаштре, 7-й герцог Авейру (1667—1745), второй сын предыдущих. Скончался, не оставив потомства
- 1745—1759: Жозе де Машкареньяш да Силва и Ленкаштре, 8-й герцог Авейру (1708—1759), второй сын Мартина де Машкареньяша, 3-го маркиза Говея и 6-го графа Санта-Круш (1681—1723), и Игнасии Розы Тавора, дочери Антониу Луиша Тавора, 2-го маркиза Тавора (1656—1721). Был казнен по приказу короля Жозе I в связи с его участие в заговоре маркиза Тавора.

## Другие титулы
- Маркиз Торреш-Новаш. Титул был создан в 1520 году королем Мануэлом для Жуана де Ленкаштре (1501—1571), будущего 1-го герцога Авейру
- Герцог Торреш-Новаш. Титул был создан в 1619 году королем Филиппом II для Жорже де Ленкаштре (1594—1632), старшего сына А́лвару де Ленкаштре, 3-го герцога Авейру, и Жулии де Ленкаштре.

## Испанские герцоги де Авейро
После смерти в 1673 году бездетного Педру де Ленкаштре, 5-го герцога де Авейру, его племянница Мария де Гуадалупе де Ленкаштре стала его наследницей. В 1679 году король Португалии окончательно признал её в качестве 6-й герцогини де Авейру, при условии, что она вернётся в Португалию, хотя она была замужем за испанским герцогом де Аркос. Её муж был против этого. Она развелась с ним, вернулся на родину и вступила во владение родовыми титулами и поместьями.
В то время как их развод был в ожидании, король Испании Карл II пытался помешать ей вернуться в Португалию, предоставив ей в 1681 году испанский титул герцогини де Авейро. Этот титул принадлежит сегодня испанской семье Карвахаль и никогда не был признавался в Португалии.

## Генеалогия
|                |                |                |                |                                                                                 |                                                                                 |                                                                                 |                                                                                 | Жуан I (1357—1433), король Португалии                                           | Жуан I (1357—1433), король Португалии                                           | Жуан I (1357—1433), король Португалии   | Жуан I (1357—1433), король Португалии   | Жуан I (1357—1433), король Португалии                    | Жуан I (1357—1433), король Португалии                    |                                                          |                                                          | Филиппа Ланкастерская (1360—1415), английская принцесса       | Филиппа Ланкастерская (1360—1415), английская принцесса       | Филиппа Ланкастерская (1360—1415), английская принцесса       | Филиппа Ланкастерская (1360—1415), английская принцесса       | Филиппа Ланкастерская (1360—1415), английская принцесса                     | Филиппа Ланкастерская (1360—1415), английская принцесса       |                      |                      |                                         |                                         |                                         |                                         |                                         |                                         |  |  |  |  |  |  |  |  |  |  |  |  |  |  |  |  |
|                |                |                |                |                                                                                 |                                                                                 |                                                                                 |                                                                                 | Жуан I (1357—1433), король Португалии                                           | Жуан I (1357—1433), король Португалии                                           | Жуан I (1357—1433), король Португалии   | Жуан I (1357—1433), король Португалии   | Жуан I (1357—1433), король Португалии                    | Жуан I (1357—1433), король Португалии                    |                                                          |                                                          | Филиппа Ланкастерская (1360—1415), английская принцесса       | Филиппа Ланкастерская (1360—1415), английская принцесса       | Филиппа Ланкастерская (1360—1415), английская принцесса       | Филиппа Ланкастерская (1360—1415), английская принцесса       | Филиппа Ланкастерская (1360—1415), английская принцесса                     | Филиппа Ланкастерская (1360—1415), английская принцесса       |                      |                      |                                         |                                         |                                         |                                         |                                         |                                         |  |  |  |  |  |  |  |  |  |  |  |  |  |  |  |  |
|                |                |                |                |                                                                                 |                                                                                 |                                                                                 |                                                                                 |                                                                                 |                                                                                 |                                         |                                         |                                                          |                                                          |                                                          |                                                          |                                                               |                                                               |                                                               |                                                               |                                                                             |                                                               |                      |                      |                                         |                                         |                                         |                                         |                                         |                                         |  |  |  |  |  |  |  |  |  |  |  |  |  |  |  |  |
|                |                |                |                |                                                                                 |                                                                                 |                                                                                 |                                                                                 |                                                                                 |                                                                                 |                                         |                                         | Дуарте I (1391—1438), король Португалии                  |                                                          |                                                          |                                                          |                                                               |                                                               |                                                               |                                                               |                                                                             |                                                               |                      |                      |                                         |                                         |                                         |                                         |                                         |                                         |  |  |  |  |  |  |  |  |  |  |  |  |  |  |  |  |
|                |                |                |                |                                                                                 |                                                                                 |                                                                                 |                                                                                 |                                                                                 |                                                                                 |                                         |                                         |                                                          |                                                          |                                                          |                                                          |                                                               |                                                               |                                                               |                                                               |                                                                             |                                                               |                      |                      |                                         |                                         |                                         |                                         |                                         |                                         |  |  |  |  |  |  |  |  |  |  |  |  |  |  |  |  |
|                |                |                |                |                                                                                 |                                                                                 |                                                                                 |                                                                                 |                                                                                 |                                                                                 |                                         |                                         |                                                          |                                                          |                                                          |                                                          |                                                               |                                                               |                                                               |                                                               |                                                                             |                                                               |                      |                      |                                         |                                         |                                         |                                         |                                         |                                         |  |  |  |  |  |  |  |  |  |  |  |  |  |  |  |  |
|                |                |                |                |                                                                                 |                                                                                 |                                                                                 |                                                                                 | Афонсу V (1432—1481), король Португалии                                         | Афонсу V (1432—1481), король Португалии                                         | Афонсу V (1432—1481), король Португалии | Афонсу V (1432—1481), король Португалии | Афонсу V (1432—1481), король Португалии                  | Афонсу V (1432—1481), король Португалии                  |                                                          |                                                          | инфант Фернанду (1433—1470), 1-й герцог Бежа 2-й герцог Визеу | инфант Фернанду (1433—1470), 1-й герцог Бежа 2-й герцог Визеу | инфант Фернанду (1433—1470), 1-й герцог Бежа 2-й герцог Визеу | инфант Фернанду (1433—1470), 1-й герцог Бежа 2-й герцог Визеу | инфант Фернанду (1433—1470), 1-й герцог Бежа 2-й герцог Визеу               | инфант Фернанду (1433—1470), 1-й герцог Бежа 2-й герцог Визеу |                      |                      |                                         |                                         |                                         |                                         |                                         |                                         |  |  |  |  |  |  |  |  |  |  |  |  |  |  |  |  |
|                |                |                |                |                                                                                 |                                                                                 |                                                                                 |                                                                                 | Афонсу V (1432—1481), король Португалии                                         | Афонсу V (1432—1481), король Португалии                                         | Афонсу V (1432—1481), король Португалии | Афонсу V (1432—1481), король Португалии | Афонсу V (1432—1481), король Португалии                  | Афонсу V (1432—1481), король Португалии                  |                                                          |                                                          | инфант Фернанду (1433—1470), 1-й герцог Бежа 2-й герцог Визеу | инфант Фернанду (1433—1470), 1-й герцог Бежа 2-й герцог Визеу | инфант Фернанду (1433—1470), 1-й герцог Бежа 2-й герцог Визеу | инфант Фернанду (1433—1470), 1-й герцог Бежа 2-й герцог Визеу | инфант Фернанду (1433—1470), 1-й герцог Бежа 2-й герцог Визеу               | инфант Фернанду (1433—1470), 1-й герцог Бежа 2-й герцог Визеу |                      |                      |                                         |                                         |                                         |                                         |                                         |                                         |  |  |  |  |  |  |  |  |  |  |  |  |  |  |  |  |
|                |                |                |                |                                                                                 |                                                                                 |                                                                                 |                                                                                 |                                                                                 |                                                                                 |                                         |                                         |                                                          |                                                          |                                                          |                                                          |                                                               |                                                               |                                                               |                                                               |                                                                             |                                                               |                      |                      |                                         |                                         |                                         |                                         |                                         |                                         |  |  |  |  |  |  |  |  |  |  |  |  |  |  |  |  |
| Ана де Мендоса | Ана де Мендоса | Ана де Мендоса | Ана де Мендоса | Ана де Мендоса                                                                  | Ана де Мендоса                                                                  |                                                                                 |                                                                                 | Жуан II (1455—1495), король Португалии                                          | Жуан II (1455—1495), король Португалии                                          | Жуан II (1455—1495), король Португалии  | Жуан II (1455—1495), король Португалии  | Жуан II (1455—1495), король Португалии                   | Жуан II (1455—1495), король Португалии                   |                                                          |                                                          | Леонор Визеу (1458—1525)                                      | Леонор Визеу (1458—1525)                                      | Леонор Визеу (1458—1525)                                      | Леонор Визеу (1458—1525)                                      | Леонор Визеу (1458—1525)                                                    | Леонор Визеу (1458—1525)                                      |                      |                      | Мануэл I (1469—1521), король Португалии | Мануэл I (1469—1521), король Португалии | Мануэл I (1469—1521), король Португалии | Мануэл I (1469—1521), король Португалии | Мануэл I (1469—1521), король Португалии | Мануэл I (1469—1521), король Португалии |  |  |  |  |  |  |  |  |  |  |  |  |  |  |  |  |
| Ана де Мендоса | Ана де Мендоса | Ана де Мендоса | Ана де Мендоса | Ана де Мендоса                                                                  | Ана де Мендоса                                                                  |                                                                                 |                                                                                 | Жуан II (1455—1495), король Португалии                                          | Жуан II (1455—1495), король Португалии                                          | Жуан II (1455—1495), король Португалии  | Жуан II (1455—1495), король Португалии  | Жуан II (1455—1495), король Португалии                   | Жуан II (1455—1495), король Португалии                   |                                                          |                                                          | Леонор Визеу (1458—1525)                                      | Леонор Визеу (1458—1525)                                      | Леонор Визеу (1458—1525)                                      | Леонор Визеу (1458—1525)                                      | Леонор Визеу (1458—1525)                                                    | Леонор Визеу (1458—1525)                                      |                      |                      | Мануэл I (1469—1521), король Португалии | Мануэл I (1469—1521), король Португалии | Мануэл I (1469—1521), король Португалии | Мануэл I (1469—1521), король Португалии | Мануэл I (1469—1521), король Португалии | Мануэл I (1469—1521), король Португалии |  |  |  |  |  |  |  |  |  |  |  |  |  |  |  |  |
|                |                |                |                |                                                                                 |                                                                                 |                                                                                 |                                                                                 |                                                                                 |                                                                                 |                                         |                                         |                                                          |                                                          |                                                          |                                                          |                                                               |                                                               |                                                               |                                                               |                                                                             |                                                               |                      |                      |                                         |                                         |                                         |                                         |                                         |                                         |  |  |  |  |  |  |  |  |  |  |  |  |  |  |  |  |
|                |                |                |                | Жорже де Ленкаштре (1481—1550), 2-й герцог Коимбра                              | Жорже де Ленкаштре (1481—1550), 2-й герцог Коимбра                              | Жорже де Ленкаштре (1481—1550), 2-й герцог Коимбра                              | Жорже де Ленкаштре (1481—1550), 2-й герцог Коимбра                              | Жорже де Ленкаштре (1481—1550), 2-й герцог Коимбра                              | Жорже де Ленкаштре (1481—1550), 2-й герцог Коимбра                              |                                         |                                         | Афонсу (1475—1491), наследный принц                      | Афонсу (1475—1491), наследный принц                      | Афонсу (1475—1491), наследный принц                      | Афонсу (1475—1491), наследный принц                      | Афонсу (1475—1491), наследный принц                           | Афонсу (1475—1491), наследный принц                           |                                                               |                                                               |                                                                             |                                                               |                      |                      | Жуан III (1502—1557), король Португалии | Жуан III (1502—1557), король Португалии | Жуан III (1502—1557), король Португалии | Жуан III (1502—1557), король Португалии | Жуан III (1502—1557), король Португалии | Жуан III (1502—1557), король Португалии |  |  |  |  |  |  |  |  |  |  |  |  |  |  |  |  |
|                |                |                |                | Жорже де Ленкаштре (1481—1550), 2-й герцог Коимбра                              | Жорже де Ленкаштре (1481—1550), 2-й герцог Коимбра                              | Жорже де Ленкаштре (1481—1550), 2-й герцог Коимбра                              | Жорже де Ленкаштре (1481—1550), 2-й герцог Коимбра                              | Жорже де Ленкаштре (1481—1550), 2-й герцог Коимбра                              | Жорже де Ленкаштре (1481—1550), 2-й герцог Коимбра                              |                                         |                                         | Афонсу (1475—1491), наследный принц                      | Афонсу (1475—1491), наследный принц                      | Афонсу (1475—1491), наследный принц                      | Афонсу (1475—1491), наследный принц                      | Афонсу (1475—1491), наследный принц                           | Афонсу (1475—1491), наследный принц                           |                                                               |                                                               |                                                                             |                                                               |                      |                      | Жуан III (1502—1557), король Португалии | Жуан III (1502—1557), король Португалии | Жуан III (1502—1557), король Португалии | Жуан III (1502—1557), король Португалии | Жуан III (1502—1557), король Португалии | Жуан III (1502—1557), король Португалии |  |  |  |  |  |  |  |  |  |  |  |  |  |  |  |  |
|                |                |                |                |                                                                                 |                                                                                 |                                                                                 |                                                                                 |                                                                                 |                                                                                 |                                         |                                         |                                                          |                                                          |                                                          |                                                          |                                                               |                                                               |                                                               |                                                               |                                                                             |                                                               |                      |                      |                                         |                                         |                                         |                                         |                                         |                                         |  |  |  |  |  |  |  |  |  |  |  |  |  |  |  |  |
|                |                |                |                | Жуан де Ленкаштре (1501—1571), 1-й маркиз де Торреш-Новаш, 1-й герцог де Авейру | Жуан де Ленкаштре (1501—1571), 1-й маркиз де Торреш-Новаш, 1-й герцог де Авейру | Жуан де Ленкаштре (1501—1571), 1-й маркиз де Торреш-Новаш, 1-й герцог де Авейру | Жуан де Ленкаштре (1501—1571), 1-й маркиз де Торреш-Новаш, 1-й герцог де Авейру | Жуан де Ленкаштре (1501—1571), 1-й маркиз де Торреш-Новаш, 1-й герцог де Авейру | Жуан де Ленкаштре (1501—1571), 1-й маркиз де Торреш-Новаш, 1-й герцог де Авейру |                                         |                                         | Афонсу де Ленкаштре                                      | Афонсу де Ленкаштре                                      | Афонсу де Ленкаштре                                      | Афонсу де Ленкаштре                                      | Афонсу де Ленкаштре                                           | Афонсу де Ленкаштре                                           |                                                               |                                                               |                                                                             |                                                               |                      |                      | Королевский дом Португалии              | Королевский дом Португалии              | Королевский дом Португалии              | Королевский дом Португалии              | Королевский дом Португалии              | Королевский дом Португалии              |  |  |  |  |  |  |  |  |  |  |  |  |  |  |  |  |
|                |                |                |                | Жуан де Ленкаштре (1501—1571), 1-й маркиз де Торреш-Новаш, 1-й герцог де Авейру | Жуан де Ленкаштре (1501—1571), 1-й маркиз де Торреш-Новаш, 1-й герцог де Авейру | Жуан де Ленкаштре (1501—1571), 1-й маркиз де Торреш-Новаш, 1-й герцог де Авейру | Жуан де Ленкаштре (1501—1571), 1-й маркиз де Торреш-Новаш, 1-й герцог де Авейру | Жуан де Ленкаштре (1501—1571), 1-й маркиз де Торреш-Новаш, 1-й герцог де Авейру | Жуан де Ленкаштре (1501—1571), 1-й маркиз де Торреш-Новаш, 1-й герцог де Авейру |                                         |                                         | Афонсу де Ленкаштре                                      | Афонсу де Ленкаштре                                      | Афонсу де Ленкаштре                                      | Афонсу де Ленкаштре                                      | Афонсу де Ленкаштре                                           | Афонсу де Ленкаштре                                           |                                                               |                                                               |                                                                             |                                                               |                      |                      | Королевский дом Португалии              | Королевский дом Португалии              | Королевский дом Португалии              | Королевский дом Португалии              | Королевский дом Португалии              | Королевский дом Португалии              |  |  |  |  |  |  |  |  |  |  |  |  |  |  |  |  |
|                |                |                |                | Жорже де Ленкаштре, 2-й герцог де Авейру                                        |                                                                                 |                                                                                 |                                                                                 |                                                                                 |                                                                                 |                                         |                                         |                                                          |                                                          |                                                          |                                                          |                                                               |                                                               |                                                               |                                                               |                                                                             |                                                               |                      |                      |                                         |                                         |                                         |                                         |                                         |                                         |  |  |  |  |  |  |  |  |  |  |  |  |  |  |  |  |
|                |                |                |                |                                                                                 |                                                                                 |                                                                                 |                                                                                 |                                                                                 |                                                                                 |                                         |                                         |                                                          |                                                          |                                                          |                                                          |                                                               |                                                               |                                                               |                                                               |                                                                             |                                                               |                      |                      |                                         |                                         |                                         |                                         |                                         |                                         |  |  |  |  |  |  |  |  |  |  |  |  |  |  |  |  |
|                |                |                |                | Жулиана де Ленкаштре                                                            | Жулиана де Ленкаштре                                                            | Жулиана де Ленкаштре                                                            | Жулиана де Ленкаштре                                                            | Жулиана де Ленкаштре                                                            | Жулиана де Ленкаштре                                                            |                                         |                                         | Алваро де Ленкаштре, 3-й герцог де Авейру                | Алваро де Ленкаштре, 3-й герцог де Авейру                | Алваро де Ленкаштре, 3-й герцог де Авейру                | Алваро де Ленкаштре, 3-й герцог де Авейру                | Алваро де Ленкаштре, 3-й герцог де Авейру                     | Алваро де Ленкаштре, 3-й герцог де Авейру                     |                                                               |                                                               |                                                                             |                                                               |                      |                      |                                         |                                         |                                         |                                         |                                         |                                         |  |  |  |  |  |  |  |  |  |  |  |  |  |  |  |  |
|                |                |                |                | Жулиана де Ленкаштре                                                            | Жулиана де Ленкаштре                                                            | Жулиана де Ленкаштре                                                            | Жулиана де Ленкаштре                                                            | Жулиана де Ленкаштре                                                            | Жулиана де Ленкаштре                                                            |                                         |                                         | Алваро де Ленкаштре, 3-й герцог де Авейру                | Алваро де Ленкаштре, 3-й герцог де Авейру                | Алваро де Ленкаштре, 3-й герцог де Авейру                | Алваро де Ленкаштре, 3-й герцог де Авейру                | Алваро де Ленкаштре, 3-й герцог де Авейру                     | Алваро де Ленкаштре, 3-й герцог де Авейру                     |                                                               |                                                               |                                                                             |                                                               |                      |                      |                                         |                                         |                                         |                                         |                                         |                                         |  |  |  |  |  |  |  |  |  |  |  |  |  |  |  |  |
|                |                |                |                |                                                                                 |                                                                                 |                                                                                 |                                                                                 |                                                                                 |                                                                                 |                                         |                                         |                                                          |                                                          |                                                          |                                                          |                                                               |                                                               |                                                               |                                                               |                                                                             |                                                               |                      |                      |                                         |                                         |                                         |                                         |                                         |                                         |  |  |  |  |  |  |  |  |  |  |  |  |  |  |  |  |
|                |                |                |                |                                                                                 |                                                                                 |                                                                                 |                                                                                 |                                                                                 |                                                                                 |                                         |                                         |                                                          |                                                          |                                                          |                                                          |                                                               |                                                               |                                                               |                                                               |                                                                             |                                                               |                      |                      |                                         |                                         |                                         |                                         |                                         |                                         |  |  |  |  |  |  |  |  |  |  |  |  |  |  |  |  |
|                |                |                |                | Жоржи де Ленкаштре, 1-й герцог де Торреш-Новаш                                  | Жоржи де Ленкаштре, 1-й герцог де Торреш-Новаш                                  | Жоржи де Ленкаштре, 1-й герцог де Торреш-Новаш                                  | Жоржи де Ленкаштре, 1-й герцог де Торреш-Новаш                                  | Жоржи де Ленкаштре, 1-й герцог де Торреш-Новаш                                  | Жоржи де Ленкаштре, 1-й герцог де Торреш-Новаш                                  |                                         |                                         | Педру де Ленкаштре, 5-й герцог де Авейру                 | Педру де Ленкаштре, 5-й герцог де Авейру                 | Педру де Ленкаштре, 5-й герцог де Авейру                 | Педру де Ленкаштре, 5-й герцог де Авейру                 | Педру де Ленкаштре, 5-й герцог де Авейру                      | Педру де Ленкаштре, 5-й герцог де Авейру                      |                                                               |                                                               | Жулиана де Ленкаштре                                                        | Жулиана де Ленкаштре                                          | Жулиана де Ленкаштре | Жулиана де Ленкаштре | Жулиана де Ленкаштре                    | Жулиана де Ленкаштре                    |                                         |                                         |                                         |                                         |  |  |  |  |  |  |  |  |  |  |  |  |  |  |  |  |
|                |                |                |                | Жоржи де Ленкаштре, 1-й герцог де Торреш-Новаш                                  | Жоржи де Ленкаштре, 1-й герцог де Торреш-Новаш                                  | Жоржи де Ленкаштре, 1-й герцог де Торреш-Новаш                                  | Жоржи де Ленкаштре, 1-й герцог де Торреш-Новаш                                  | Жоржи де Ленкаштре, 1-й герцог де Торреш-Новаш                                  | Жоржи де Ленкаштре, 1-й герцог де Торреш-Новаш                                  |                                         |                                         | Педру де Ленкаштре, 5-й герцог де Авейру                 | Педру де Ленкаштре, 5-й герцог де Авейру                 | Педру де Ленкаштре, 5-й герцог де Авейру                 | Педру де Ленкаштре, 5-й герцог де Авейру                 | Педру де Ленкаштре, 5-й герцог де Авейру                      | Педру де Ленкаштре, 5-й герцог де Авейру                      |                                                               |                                                               | Жулиана де Ленкаштре                                                        | Жулиана де Ленкаштре                                          | Жулиана де Ленкаштре | Жулиана де Ленкаштре | Жулиана де Ленкаштре                    | Жулиана де Ленкаштре                    |                                         |                                         |                                         |                                         |  |  |  |  |  |  |  |  |  |  |  |  |  |  |  |  |
|                |                |                |                |                                                                                 |                                                                                 |                                                                                 |                                                                                 |                                                                                 |                                                                                 |                                         |                                         |                                                          |                                                          |                                                          |                                                          |                                                               |                                                               |                                                               |                                                               |                                                                             |                                                               |                      |                      |                                         |                                         |                                         |                                         |                                         |                                         |  |  |  |  |  |  |  |  |  |  |  |  |  |  |  |  |
|                |                |                |                | Раймунду де Ленкаштре, 4-й герцог де Авейру                                     | Раймунду де Ленкаштре, 4-й герцог де Авейру                                     | Раймунду де Ленкаштре, 4-й герцог де Авейру                                     | Раймунду де Ленкаштре, 4-й герцог де Авейру                                     | Раймунду де Ленкаштре, 4-й герцог де Авейру                                     | Раймунду де Ленкаштре, 4-й герцог де Авейру                                     |                                         |                                         | Мария де Гваделупе де Ленкаштре, 6-я герцогиня де Авейру | Мария де Гваделупе де Ленкаштре, 6-я герцогиня де Авейру | Мария де Гваделупе де Ленкаштре, 6-я герцогиня де Авейру | Мария де Гваделупе де Ленкаштре, 6-я герцогиня де Авейру | Мария де Гваделупе де Ленкаштре, 6-я герцогиня де Авейру      | Мария де Гваделупе де Ленкаштре, 6-я герцогиня де Авейру      |                                                               |                                                               | Жуан Машкареньяш                                                            | Жуан Машкареньяш                                              | Жуан Машкареньяш     | Жуан Машкареньяш     | Жуан Машкареньяш                        | Жуан Машкареньяш                        |                                         |                                         |                                         |                                         |  |  |  |  |  |  |  |  |  |  |  |  |  |  |  |  |
|                |                |                |                | Раймунду де Ленкаштре, 4-й герцог де Авейру                                     | Раймунду де Ленкаштре, 4-й герцог де Авейру                                     | Раймунду де Ленкаштре, 4-й герцог де Авейру                                     | Раймунду де Ленкаштре, 4-й герцог де Авейру                                     | Раймунду де Ленкаштре, 4-й герцог де Авейру                                     | Раймунду де Ленкаштре, 4-й герцог де Авейру                                     |                                         |                                         | Мария де Гваделупе де Ленкаштре, 6-я герцогиня де Авейру | Мария де Гваделупе де Ленкаштре, 6-я герцогиня де Авейру | Мария де Гваделупе де Ленкаштре, 6-я герцогиня де Авейру | Мария де Гваделупе де Ленкаштре, 6-я герцогиня де Авейру | Мария де Гваделупе де Ленкаштре, 6-я герцогиня де Авейру      | Мария де Гваделупе де Ленкаштре, 6-я герцогиня де Авейру      |                                                               |                                                               | Жуан Машкареньяш                                                            | Жуан Машкареньяш                                              | Жуан Машкареньяш     | Жуан Машкареньяш     | Жуан Машкареньяш                        | Жуан Машкареньяш                        |                                         |                                         |                                         |                                         |  |  |  |  |  |  |  |  |  |  |  |  |  |  |  |  |
|                |                |                |                |                                                                                 |                                                                                 |                                                                                 |                                                                                 |                                                                                 |                                                                                 |                                         |                                         | Габриэл де Ленкаштре, 7-й герцог де Авейру               | Габриэл де Ленкаштре, 7-й герцог де Авейру               | Габриэл де Ленкаштре, 7-й герцог де Авейру               | Габриэл де Ленкаштре, 7-й герцог де Авейру               | Габриэл де Ленкаштре, 7-й герцог де Авейру                    | Габриэл де Ленкаштре, 7-й герцог де Авейру                    |                                                               |                                                               | Мартинью Машкареньяш                                                        | Мартинью Машкареньяш                                          | Мартинью Машкареньяш | Мартинью Машкареньяш | Мартинью Машкареньяш                    | Мартинью Машкареньяш                    |                                         |                                         |                                         |                                         |  |  |  |  |  |  |  |  |  |  |  |  |  |  |  |  |
|                |                |                |                |                                                                                 |                                                                                 |                                                                                 |                                                                                 |                                                                                 |                                                                                 |                                         |                                         | Габриэл де Ленкаштре, 7-й герцог де Авейру               | Габриэл де Ленкаштре, 7-й герцог де Авейру               | Габриэл де Ленкаштре, 7-й герцог де Авейру               | Габриэл де Ленкаштре, 7-й герцог де Авейру               | Габриэл де Ленкаштре, 7-й герцог де Авейру                    | Габриэл де Ленкаштре, 7-й герцог де Авейру                    |                                                               |                                                               | Мартинью Машкареньяш                                                        | Мартинью Машкареньяш                                          | Мартинью Машкареньяш | Мартинью Машкареньяш | Мартинью Машкареньяш                    | Мартинью Машкареньяш                    |                                         |                                         |                                         |                                         |  |  |  |  |  |  |  |  |  |  |  |  |  |  |  |  |
|                |                |                |                |                                                                                 |                                                                                 |                                                                                 |                                                                                 |                                                                                 |                                                                                 |                                         |                                         |                                                          |                                                          |                                                          |                                                          |                                                               |                                                               |                                                               |                                                               | Жозе де Машкареньяш де Силва-и- Ленкаштре (1708—1759), 8-й герцог де Авейру |                                                               |                      |                      |                                         |                                         |                                         |                                         |                                         |                                         |  |  |  |  |  |  |  |  |  |  |  |  |  |  |  |  |